# Mountain Lake (Minnesota)
Mountain Lake – miasto w Stanach Zjednoczonych, w stanie Minnesota, w hrabstwie Cottonwood.